# Darcey
 Darcey  là một xã ở tỉnh Côte-d'Or trong vùng Bourgogne-Franche-Comté, phía đông nước Pháp. Xã Darcey nằm ở khu vực có độ cao trung bình 233 mét trên mực nước biển.